# Río Blanco (Guatemala)
Río Blanco è un comune del Guatemala facente parte del dipartimento di San Marcos.
L'abitato venne fondato da Trinidad Cabañas nel 1820. Parte inizialmente del comune di San Marcos, divenne una prima volta comune autonomo nel 1877, per essere poi soppresso ed inglobato in San Antonio Sacatepéquez nel 1932, per riacquisire nuovamente lo status di comune nel 1951, per decreto del presidente Juan José Arévalo.